# Andor Weininger
Andor Weininger (Karancs, Hungría 12 de febrero de 1899 – Nueva York, Estados Unidos 6 de marzo de 1986) fue un arquitecto, pintor y diseñador húngaro que destacó en los campos de la abstracción y el surrealismo.
Empezó a estudiar Derecho en Pécs en 1917, pero pronto se inclinó hacia la Arquitectura, dejando los estudios que había comenzado para matricularse en la Universidad Técnica de Budapest. Como consecuencia de la Primera Guerra Mundial y el comienzo de la Revolución húngara de 1919. Desde ese mismo año y hasta 1921, instalado nuevamente en Pécs, empezó a desarrollar con mayor intensidad su faceta como pintor, participando en diversas exposiciones. Cuando pudo retomar sus estudios, lo hizo trasladándose a Alemania, matriculándose en la Universidad Técnica de Múnich, pero la muerte de su padre le obligó a dejar la escuela.
Pero ese mismo año de 1921, su talento artístico había llevado a miembros del equipo directivo de la Bauhaus de Weimar a fijarse en él, con lo que se le brindó la oportunidad de continuar allí su formación. Fue alumno de Johannes Itten, de Georg Muche y de Wassily Kandinsky.
En 1922 entró a formar parte del grupo De Stijl, entrando en contacto de forma directa con Theo van Doesburg. Su formación en la Bauhaus le permitió desarrollar no sólo sus habilidades artísticas o técnicas, sino que también le permitió desenvolverse como músico, escenógrafo, escritor y actor para los bailes de la escuela, y prueba de ello es que fue uno de los miembros fundadores de la Orquesta de la Bauhaus. 
En 1925, tras la disolución de la Bauhaus de Weimar, regresó a Pécs, donde trabajó como pintor y decorador. Un año después, en 1926, Walter Gropius contactó con él para que participase de forma activa en el nuevo proyecto de Bauhaus en Dessau. Desde entonces y hasta 1928 cuando abandonó la escuela, Weininger fue miembro del taller de teatro, y desde 1927 formó parte del departamento de arquitectura. Resultado de ello fue el diseño de un edificio teatral utópico.
Desde 1928 y hasta 1938 trabajó como arquitecto y diseñador en Berlín. Con el ascenso del partido nazi al poder, su arquitectura dejó de ser compatible con las formas defendidas por los nuevos dirigentes, de manera que en 1938 emigró a Scheveningen, en Holanda y posteriormente a Ámsterdam, donde trabajaría como pintor e ilustrador hasta 1951. En 1950 se convirtió en miembro del grupo de artistas Creatie.
En 1951 emigró junto con su familia a Toronto porque en un primer momento no consiguió ser admitido en los Estados Unidos, con lo que tuvo que esperar hasta 1958, año en que ya se aprobó su acceso, para poder trasladarse a Nueva York. Desde allí siguió trabajando principalmente como pintor, y sus obras fueron expuestas en diferentes ciudades de la geografía norteamericana. En 1986 falleció en Nueva York.